# 2015–2016-os magyar női jégkorongbajnokság
Ez az oldal a magyar női jégkorongbajnokság 2015–2016-os szezonjáról szól. Résztvevők:
- Angels NJSE (Dunaújváros)[1]
- KMH B (Budapest)[2]
- MAC Budapest B[3]

## A bajnokság
A bajnokság során minden csapat hatszor találkozott a másikkal: háromszor otthon és háromszor idegenben. A bajnokság végeredménye:
1. MAC Budapest B
2. KMH B
3. Angels NJSE

| Hely | Csapat         | M  | 2p | 1p | 0p | +/- | Pont |
| ---- | -------------- | -- | -- | -- | -- | --- | ---- |
| 1    | MAC Budapest B | 12 | 10 | 0  | 2  | 32  | 20   |
| 2    | KMH B          | 12 | 8  | 0  | 4  | 41  | 16   |
| 3    | Angels NJSE    | 12 | 0  | 0  | 12 | -73 | 0    |